# フランソワ1世の聖家族
『フランソワ1世の聖家族』（フランソワいっせいのせいかぞく、仏: La Sainte Famille de François Ier、英: The Holy Family of Francis Iは、1518年に制作された絵画で、聖家族と聖エリサべト、幼児洗礼者ヨハネ、2人の天使を描いている。ラファエロ・サンティの署名と年記があるが、作品の大部分、あるいはすべてが彼の工房の助手によって仕上げられた。作品は現在、パリのルーヴル美術館に所蔵されている。
本作は、ローマ教皇レオ10世の甥で、フランス宮廷大使であったロレンツォ2世・デ・メディチからフランス王フランソワ1世 (フランス王) の王妃クロードへの贈り物として、王のための『悪魔を倒す聖ミカエル』 (ルーヴル美術館) とともに制作された。2作は1518年の春遅く、船でリヨンに向け出帆している。

## 作品
落ち着かない様子の幼子イエス・キリストは、フランス王家の紋章であるユリをつけた揺りかごから、立膝をつく聖母マリアの腕の中に不器用に這い上がっている。その隣では、老母エリサべトに支えられた幼いヨハネがキリストを拝んでいる。右側では、ヨセフがもの思わし気にその情景を見つめる。左上では、天使が聖母マリアの頭上に花束  (愛と生命の象徴)  を掲げている。
本作と『悪魔を倒す聖ミカエル』は、ラファエロの最大のライバルだったセバスティアーノ・デル・ピオンボから非難された。彼は、1518年、ミケランジェロに宛てて、この2作品はミケランジェロの芸術と真っ向から対立していると書いている。さらに、ラファエロの人物がまるで煙っているかのようであったり、金属のように光ってみえたりすると言っている。
作品には、ラファエロによる幼子イエス・キリストの下絵  (ウフィツィ美術館) が残っているが、実際の制作は大部分が弟子のジュリオ・ロマーノの手になるものと考えられる。事実、金属的な質感、鮮明だが冷たい色調は、この弟子独特のものである。ラファエロが手掛けた部分は、『悪魔を倒す聖ミカエル』より少ないように思われる。あるいは、絵画全体が弟子の手になるものである。なお、作品は、フランチェスコ・プリマティッチオによって修復されている。